# 卸町駅 (宮城県)

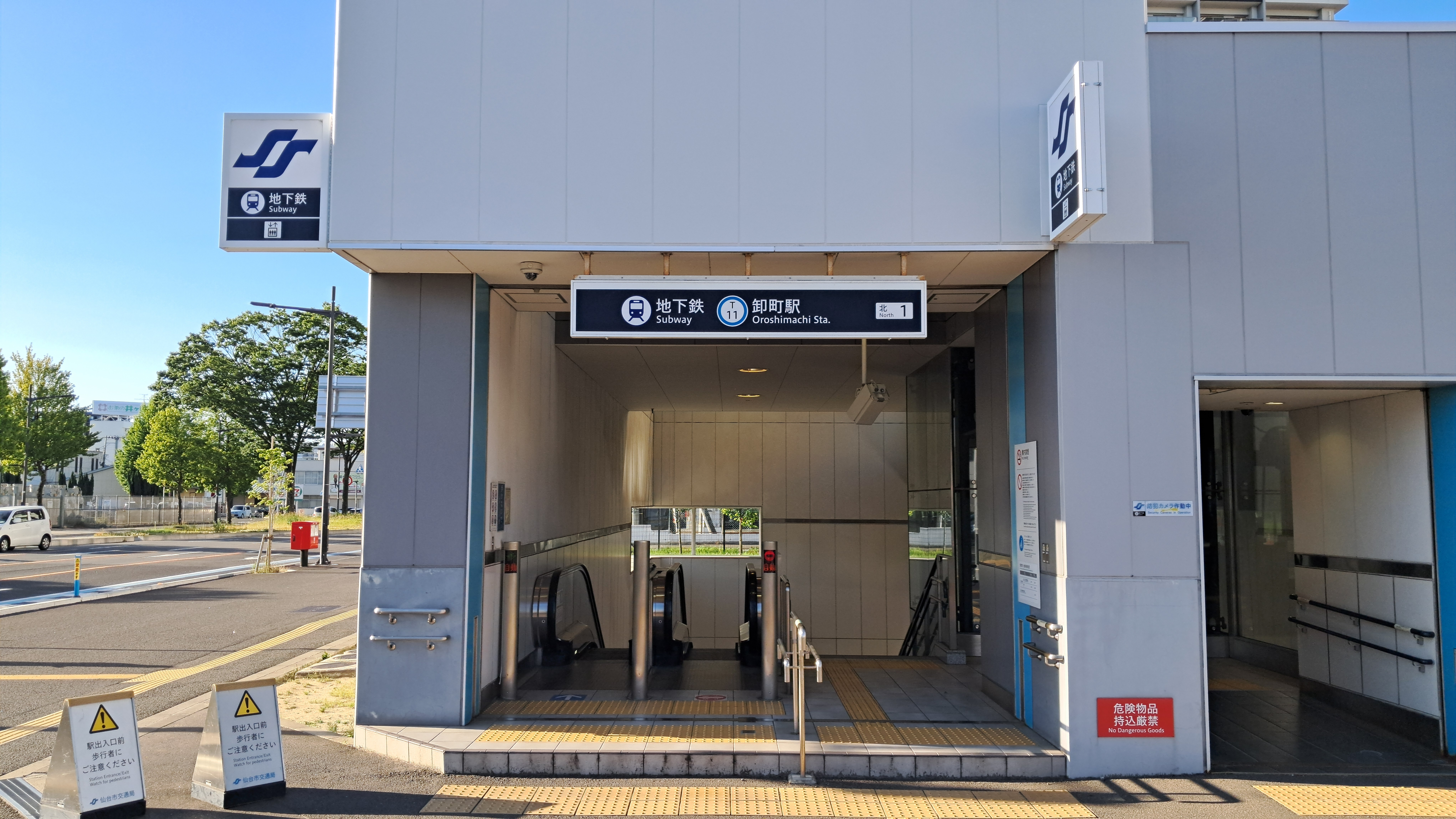
北1出入口（2024年5月）

卸町駅（おろしまちえき）は、宮城県仙台市若林区卸町一丁目に位置する、仙台市地下鉄東西線の駅。駅番号はT11。副駅名は「仙台卸商センター前」（令和7年3月31日まで）。

## 歴史
- 2000年（平成12年）10月 - 駅名（仮称）を公表。
- 2007年（平成19年） - 着工。
- 2013年（平成25年）12月24日 - 駅名を正式発表。
- 2015年（平成27年）12月6日 - 開業。

## 駅構造
県道137号荒浜原町線と都市計画道路東仙台南小泉線の交差部（大和町4丁目交差点）に位置する。駅東側に変電所が併設される。
ホームは地下2階にある。

### のりば
| 1 | ■ 東西線 |  | 荒井方面                 |  |
| 2 | ■ 東西線 |  | 仙台・八木山動物公園方面 |  |

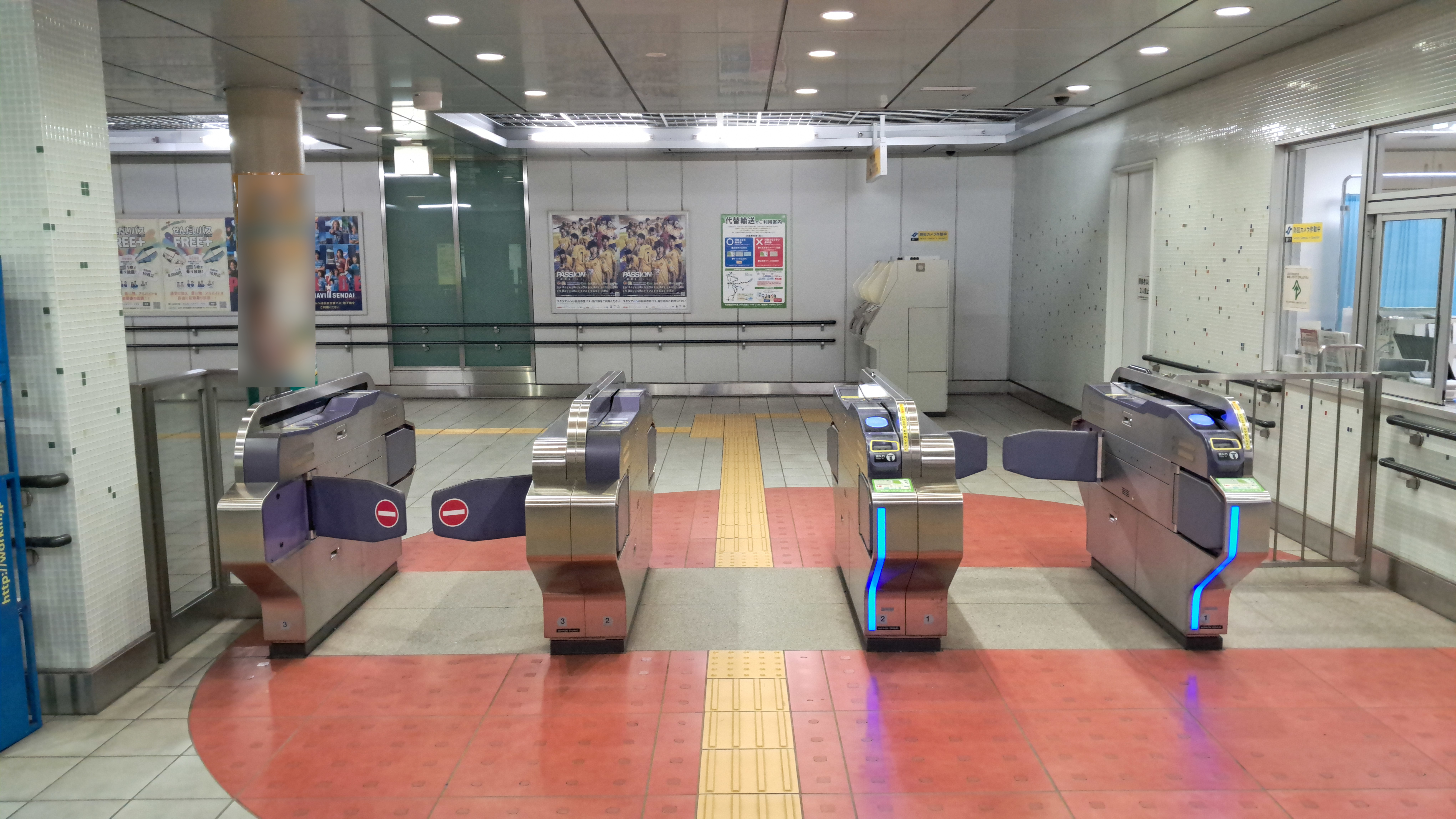
改札口（2024年5月）
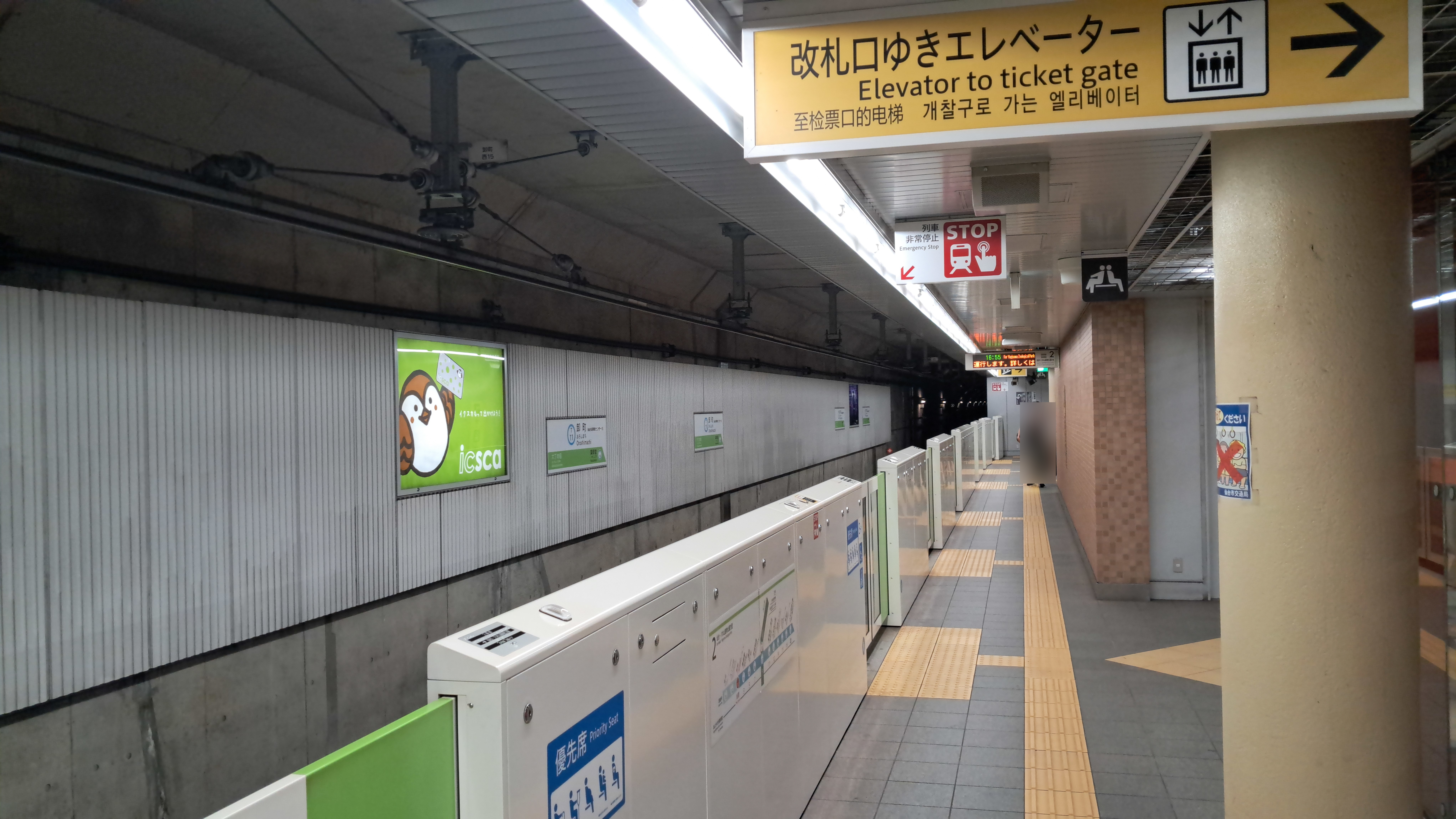
ホーム（2024年5月）
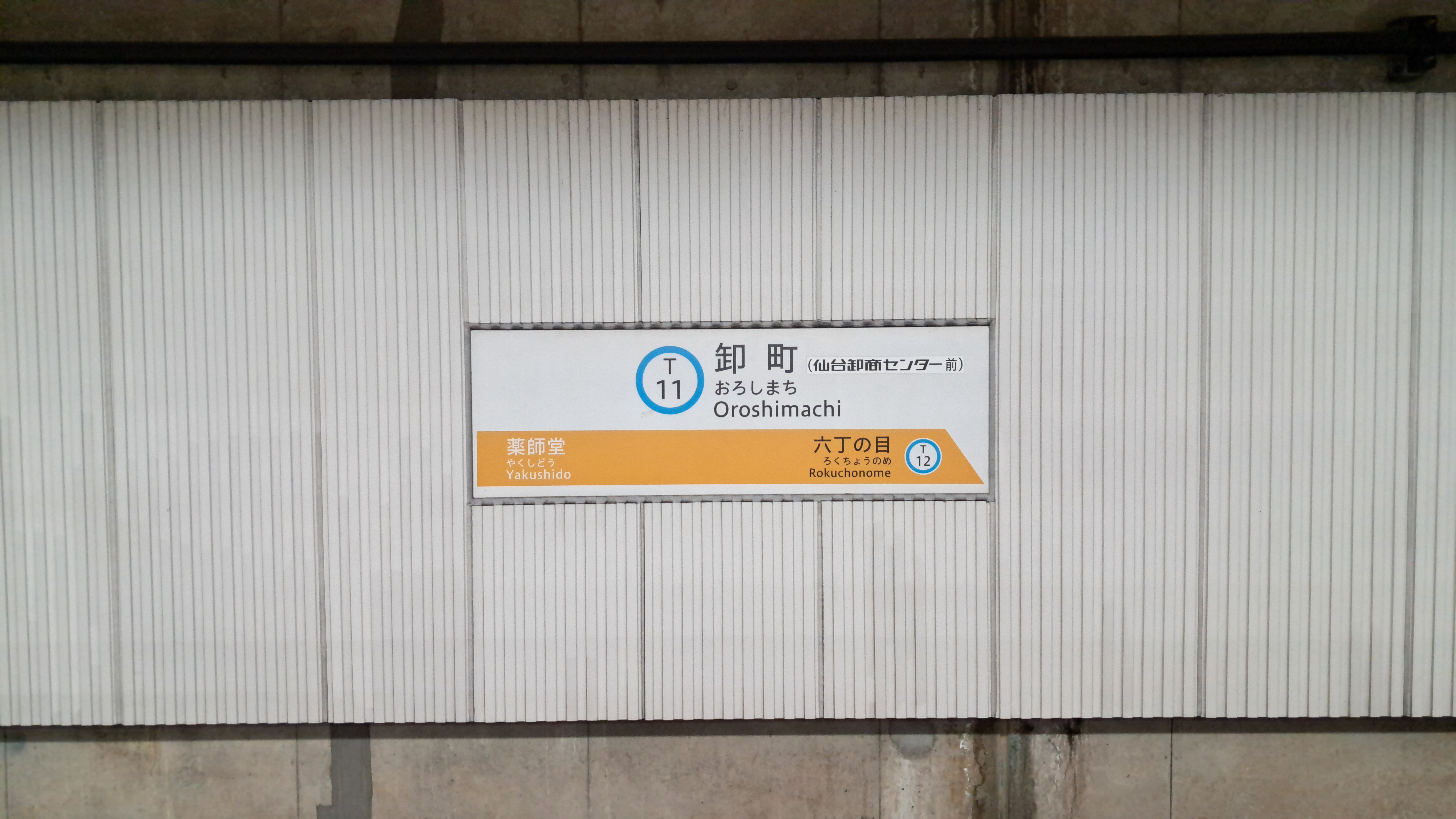
駅名標（2024年5月）

## 出口案内
南1と北1の計2ヶ所。
南1出口（大和町口）
- 大和町3-5丁目
- 中倉3丁目

北1出口（卸町口）
- イオンスタイル卸町
- サンフェスタ
- 卸町会館
- せんだい演劇工房10-BOX
- せんだい演劇工房10-BOX 別館 能-BOX
- 卸町1-2丁目
- 宮千代3丁目

## 利用状況
| 乗車人員推移 | 乗車人員推移     |
| 年度         | 一日平均乗車人員 |
| ------------ | ---------------- |
| 2015         | 2,824            |
| 2016         | 3,195            |
| 2017         | 3,664            |
| 2018         | 4,461            |
| 2019         | 4,725            |
| 2020         | 3,981            |
| 2021         | 4,377            |
| 2022         | 4,916            |
| 2023         | 5,546            |

- 2023年度（令和5年度）
  - 1日平均乗車人数：5,546人[3]

一日平均乗車人員（単位：人/日）

### 備考
- 開業時の一日平均乗車人員は5,813人を見込んでいた。

## 駅周辺
当駅北側には流通業務団地が、南側には住宅街が形成されている。
- 仙台卸商センター
- 仙台市中央卸売市場
- せんだい演劇工房10-BOX
- 能-BOX
- 仙台市水道局卸町庁舎
- 仙台市立仙台工業高等学校
- 杜の市場
- 東邦銀行仙台東支店
- 岩手銀行宮城野支店
- きらやか銀行仙台卸町支店
- 杜の都信用金庫卸町支店
- 宮城県道137号荒浜原町線
- 仙台市立大和小学校
- イオンスタイル仙台卸町
  - イオンスタイル仙台卸町内郵便局
- 西友大和町店
- ホームセンターサンデー仙台卸町店

### バス停留所
- 卸町駅

1. 【仙台市営バス】[J308]交通局東北大学病院
2. 【仙台市営バス】[29]中央卸売市場経由 卸町→銀杏町循環、[77]東部工場団地・荒井駅
3. 【仙台市営バス】[308]霞の目営業所
4. 【仙台市営バス】[M29]薬師堂駅、[77]長町駅・長町南駅

## 駅名について
駅付近の地名である大和町（やまとまち）を駅名に入れてほしい、ひらがな表記にしてほしい、といった要望があった。最終的に、駅名検討委員会によって「卸町駅」「おろしまち駅」の2案が示され、仙台市は仮称どおりの卸町駅を採用した。

## 隣の駅
仙台市地下鉄
■東西線
薬師堂駅 (T10) - 卸町駅 (T11) - 六丁の目駅 (T12)